# V&Rプランニング
株式会社V&Rプランニング（ブイアンドアールプランニング）は、日本のアダルトビデオメーカー。

## 概要
「鬼のドキュメンタリスト」の異名をとるAV監督となる安達かおるが1986年に設立。
宇宙企画、クリスタル映像など美少女系アダルトビデオ全盛時代に、レイプ、スカトロなど、主流とは一線を画した作品をリリースし続け、アダルトビデオ業界のみならず、サブカルチャー分野においてもカリスマ的人気を博した。また、安達のみならず、バクシーシ山下、カンパニー松尾、インジャン古河など数多くの異色AV監督を輩出したことでも知られる。
元々はビデ倫（日本ビデオ倫理協会）所属だったが、V&Rは当時台頭していた規制の少ないインディーズメーカーを差し置くほど過激極まりない作風で知られ、当時加盟していたビデ倫からは、あまりの過激さゆえに発売禁止、審査拒否になることもしばしばあった。バクシーシ山下の『女犯』は、あまりにリアルなレイプ映像ゆえフェミニスト団体から抗議が殺到し、社会問題となった。また井口昇によるエログロドキュメント『ウンゲロミミズ』（主演：卯月妙子）では排泄物や嘔吐物、虫などを扱った過激な演出から一部でカルト的人気を得る。
1991年5月に、バクシーシ山下が『女犯』で監督デビュー。AV史上最大の問題作とされる『女犯2』は既存のレイプ作品では到底考えられないほど迫真に迫ったリアルな描写・演出から、1991年女性人権団体から抗議が殺到、社会問題化した。しかし、後に山下が語るところによれば、作品は意図的に後味の悪さを狙ったもので、事前に山下は本気で嫌がるよう女優に説明し、あえて男優にその事実を教えなかったという。これらを踏まえて著作家の本橋信宏は「実際に弄ばれていたのは女優でなく男優だった」と述べている。その後も山下は抗議に萎縮することなく、1992年には路上ドキュメント『ボディコン労働者階級』を監督し、山谷のドヤ街を舞台に日雇い労働者とAV女優との交接を描いたことで物議を醸すことになった。
例えば1993年に制作されたスカトロビデオ『ハンディキャップをぶっとばせ!』（監督：安達かおる）では身体障害者が出演したことが問題視されお蔵入りとなり、平野勝之監督の『水戸拷悶2 狂気の選択』（1997年）では過激な描写を追求するあまり2名が負傷して3名が引退宣言し、撮影の舞台となった渋谷はパニック状態に陥り警察が出動する騒ぎとなった（当然ビデ倫からは「論外の外」と審査拒否されたため、自主規制した不完全版のみが流通した）。また下水道を舞台に撮影を敢行した平野監督の『ザ・ガマン』（1993年）でも警察官や水道局員が大挙する騒動に発展している。

## 来歴
前身企業として有限会社ブイアンドアールプランニングがあり、スーパーマーケット｢ジャストイン｣を運営していた。東京都目黒区の学芸大学駅を最寄駅とする場所に、事務所とスーパーマーケットを構えていた。24時間営業で、社長の安達によれば、当時はまだコンビニが珍しく、コンビニのはしりだった。定款の目的の第1号に「スーパーマーケットの経営」と書いてあり、第2号や第3号にビデオ等の制作・販売に関することが書かれている。
1986年、社長の安達が知人の用事に付き添いでたまたまAV会社に行き、作品が足りないからとアルバイトとして安達がAVを作ることになった。当時はSMが人気ということで、安達が処女作を撮影。同年5月に日本ビデオ倫理協会に加盟し、これは同年6月に｢NOASH SELECT｣レーベル第1弾として『SMドキュメント 調教24時間 ─地獄篇─』が発売された。
1987年4月、社名を冠した｢V&R｣レーベル第1弾『セクシードール』発売。なお、1993年6月まで87タイトルをリリースして｢VOUGE｣へ変更する。
1987年7月頃、カンパニー松尾が入社。また、同時期に男優志望で芳賀栄太郎が男優を務めるも、アソコがイマイチだったが、口が上手く営業へ転身し、V&Rプランニングの営業部の基礎を作っていくことになる。
1987年7月に伊勢鱗太朗が監督として発表した『侵犯』は、本当のレイプなのではないかと噂がたった。社長の安達が『FLASH』や『週刊読売』の記者に「伊勢はやらせだと言ってるけど、本当はレイプしてるんですよ」と囁いて真に受けたメディアが大々的に報道し、すぐ1千本を超え、会社設立以来初めてのヒット作となった。なお、この『侵犯』が、バクシーシ山下の『女犯』に繋がる。
1987年9月、5人目の社員が入社し、目黒区のワンルームマンションの1室から世田谷区等々力へ移転。
1988年3月、カンパニー松尾『あぶない放課後2』で監督デビュー。
1989年にはNHKのドキュメンタリー番組で『わくわく汚物ランド』撮影現場が取材されるなど、マニアカルチャーの代表格とも得る存在となった。
1990年5月、バクシーシ山下が『女犯』で監督デビュー。
1991年3月、社屋を世田谷区等々力から駒沢へ。
1991年5月、有限会社から株式会社へ組織変更。
1991年10月、バクシーシ山下が、フェミニスト集団主催の『女犯2』を考える集いに招かれ参加。以後、ビデ倫の山下包囲網が強まる。
1992年、バクシーシ山下監督の『ボディコン労働者階級』をだす。
1993年3月、ビデ倫を自主退会。
1994年2月、海賊版・廉価版がはびこるセルビデオ市場に、あえて撮り下ろし作品の『服従学園』（監督：安達かおる）をだし、ヒット。
V&Rのスカトロ作品では井口昇監督・卯月妙子主演の『ウンゲロミミズ エログロドキュメント』（1994年）が最も有名で排泄物の食糞、塗糞、脱糞に始まり、嘔吐物やミミズまでを扱った過激な演出からマニアの間でカルト的な人気を集め、翌1995年には続編も制作された。
キワモノ系の異色作・問題作を1990年代に多数リリースして異彩を放ち、鬼畜ブーム時には『危ない1号』に特集が組まれるなどマニアの間で密かに注目を集めていた。
1995年5月、カンパニー松尾が円満退社し、フリーとなる。
1996年頃、後にAV監督となる竹本シンゴ、テンプルすわ、インジャン古河が次々に入社。
1996年4月、社員監督・望月英吾が『パンスト狂い』でデビュー。パンストフェチぶりを発揮し、ヒットシリーズとなる。
1996年8月、バクシーシ山下が退社。
1998年6月、新鋭・竹本シンゴ『うわさのビキニギャルinオーストラリア』で監督デビュー。また、女性のための通信レンタル「Pandore」の運営を開始。
1999年、社員監督の望月英吾が退社し、フリー監督となる。
1999年頃、ビデ倫に復帰。ビデ倫と死体に関する取り決めをし、釣崎清隆の『死化粧師オロスコ』の撮影中に復帰したため、DVD化が困難となる。
社長の安達が2ヶ月ほど編集室に閉じこもって働き詰める中、社長行方不明事件が発生。2000年5月発売の『強制顔面FUCK アソコの匂いで立ててみな』で安達は監督に復帰。
海外展開を目指し、ブラジルにオフィスを構えV&R International Limitedを設立。水中でセックスをする『AQUA SEX3 Island of Lust』などがある。ポルノの祭典｢ヴィーナス･ベルリン｣に2002年から出展し、2003年のテーマは｢AQUA SEX SHOW｣とし、ブースに巨大な水槽を設け水中SEXを披露した。
2004年にはビデ倫を脱退し、セルメーカー中心のメディア倫理協会にフィールドを移す。ソフト・オン・デマンドグループに入るが2004年9月を最後にリリースを停止。以降、関連会社であるケイ・ネットワークから過去のV&R作品の再編集作品がリリースされる程度だった。
2004年にはV&Rプランニングの制作陣はそのまま新たにV&Rプロダクツを発足、従来の過激暴力路線とは全く逆のベクトルを向いた、明るくポップなアダルトビデオメーカーとして制作を続けている。
2006年5月、V&Rプランニングとしては久々に新作（『服従学園〜血桜組、修羅の戦い』、『中出しマ○コにカメラ入れちゃいましたパート2』）をリリースする。
なお、『服従学園〜血桜組、修羅の戦い』はじめ、一部の作品はオリエンタル・ドリームレーベルで海外向け作品としても発売されている（V&Rプランニング制作ロゴも入っている）。その際はスカトロシーンなどアメリカの法律に抵触されるシーンはカットされている。
2015年には封印されていた障害者主演のスカトロビデオ『ハンディキャップをぶっとばせ!』がアップリンク渋谷で上映され、制作から22年目にしての解禁となった。

## AV監督
- 安達かおる
- バクシーシ山下
- カンパニー松尾
- インジャン古河
- 竹本シンゴ
- テンプルすわ
- ささきうずまき
- 望月英吾
- 平野勝之
- 井口昇
- さいゆ〜き